# Lumír (časopis)
Beletristický týdeník Lumír založil v roce 1851 Ferdinand Břetislav Mikovec. Snažil se povznést českou literaturu na světovou úroveň, a to publikováním překladů i původní tvorby inspirované zahraničními vzory. Jméno časopisu je odvozeno od pěvce Lumíra, jednoho z hrdinů básně Záboj a Slavoj Rukopisu královédvorského.

## Tři etapy vývoje
- Časopis označovaný jako Lumír I. vycházel v letech 1851–1863 s různými vydavateli.[1]
- Lumír II. vycházel v letech 1865–1866.[2]
- Lumír III. vydávali v letech 1873–1876 Servác B. Heller a Josef Václav Sládek, v letech 1878–1881 H. Militký a Novák, 1881–1932 nakladatelství Jan Otto a 1932–1940 Literární odbor Umělecké besedy.[3][4]

V letech 1877–1898 stál v čele Lumíru Josef Václav Sládek. V této době se okolo časopisu soustředila skupina spisovatelů, kteří jsou označováni jako lumírovci.

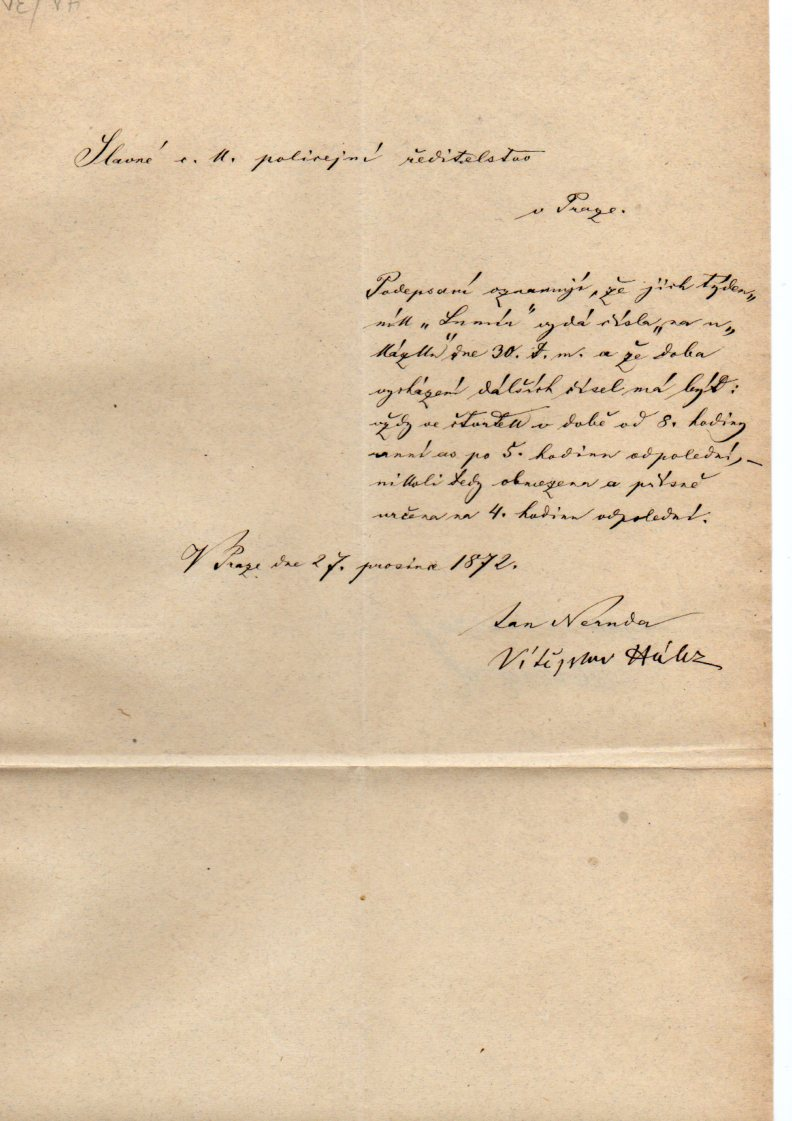
Dopis básníků Jana Nerudy a Vítězslava Hálka na c.k. policejní ředitelství ohledně vydávání časopisu Lumír